# Рангитаики (река)
Рангитаики (англ. Rangitaiki) — самая длинная река в регионе Бей-оф-Пленти на Северном острове Новой Зеландии. Длина Рангитаики составляет 155 километров. Впадает в залив Пленти. Река начинается на севере Хокс-Бей и заканчивается на востоке леса Каингароа.
Рангитаики течёт в северо-восточном направлении, проходя через город Мурупара, а затем огибает западный край национального парка Уревера, прежде чем повернуться на север и протечь мимо города Эджкамб и мимо залива Бей-оф-Пленти, недалеко от города Торнтон.
Река протекает через два водохранилища, созданных для гидроэлектрогенерации — Аниухенуа и Матаайна.

## Галерея

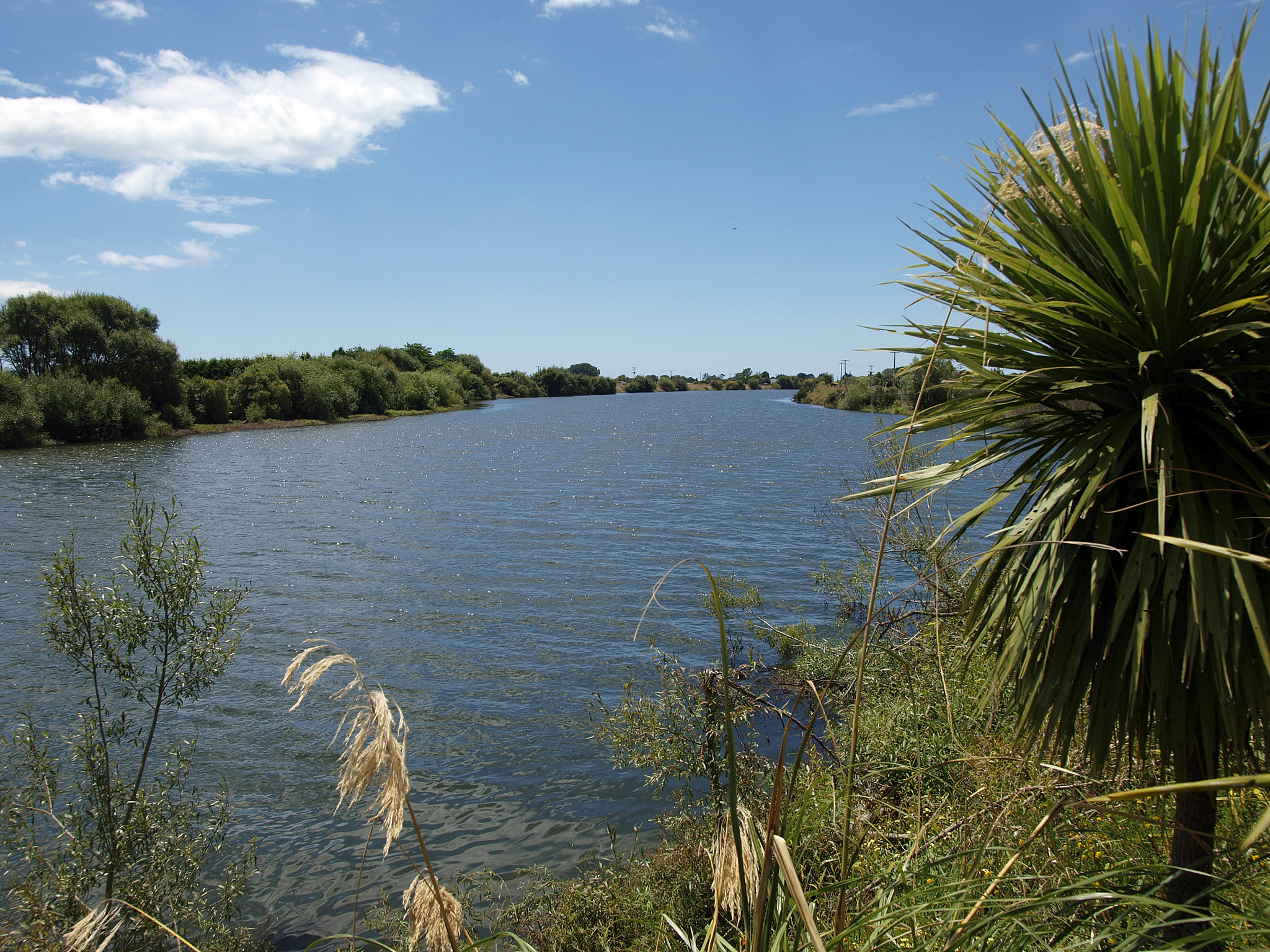
Река Рангитаики
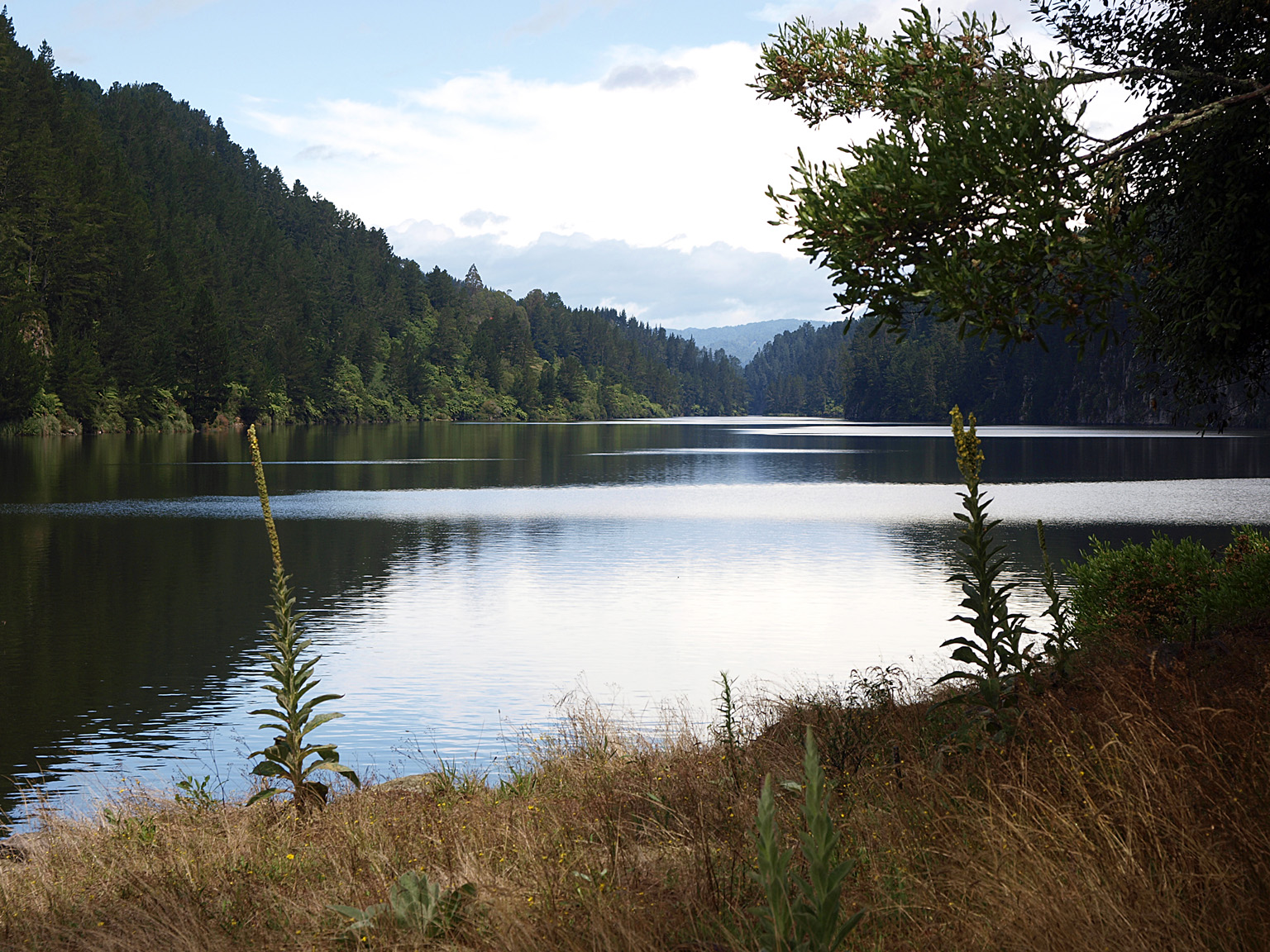
Озеро Матаайна
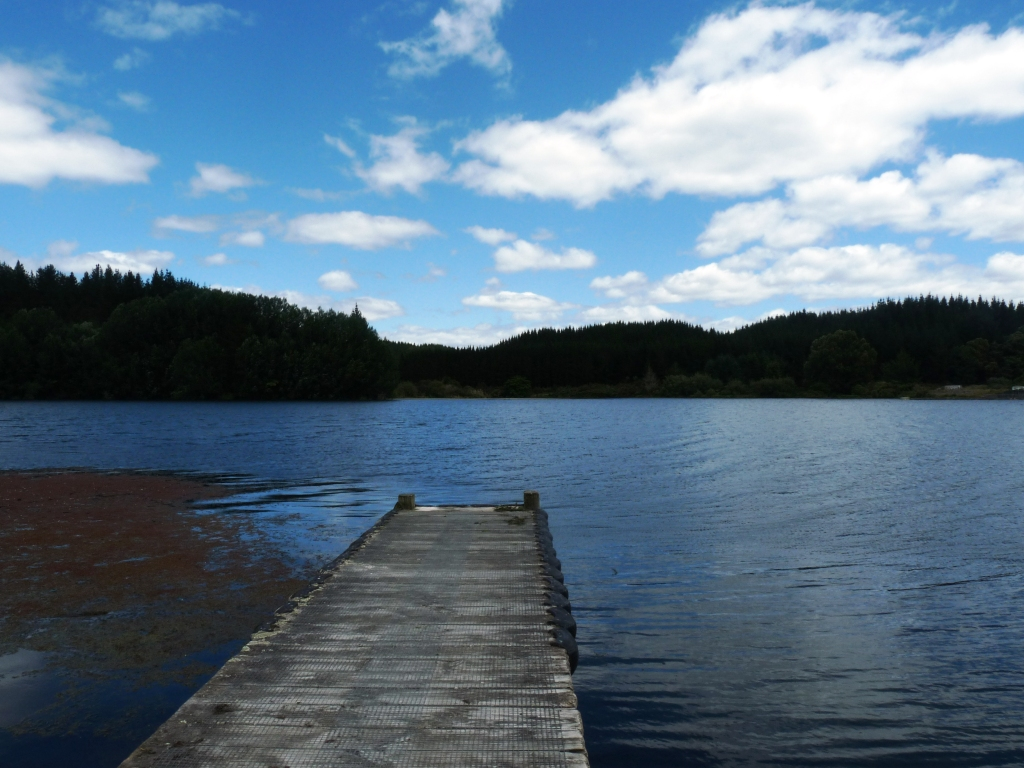
Озеро Аниухенуа